# Gustavia (Rügen)
Gustavia fue un municipio no terminado situado en el distrito de Pomerania Occidental-Rügen, en el estado federado de Mecklemburgo-Pomerania Occidental (Alemania). Se encontraba en el extremo este de la isla de Rügen, junto a la costa del mar Báltico.

## Historia
Se empezó a construir por el rey Gustavo IV Adolfo de Suecia que le puso su nombre, pero las Guerras napoleónicas de principios del siglo XIX la destruyeron.